# Campionati europei di aquathlon del 2019
I Campionati europei di aquathlon del 2019 (VII edizione) si sono tenuti a Târgu Mureș in Romania, in data 5 luglio 2019.
Tra gli uomini ha vinto il serbo Ognjen Stojanovic, mentre la gara femminile è andata per la seconda volta consecutiva all'italiana Bianca Seregni.
Si sono aggiudicati il titolo mondiale nella categoria junior rispettivamente l'ucraino Vitalii Vorontsov e l'italiana Bianca Seregni.
La gara valida per il titolo di campione europeo di aquathlon - nella categoria under 23 - è andata a il francese Alexis Kardes, mentre tra le donne a l'ucraina Valentyna Molchanets.

## Risultati

### Élite uomini
| Pos. | Nome                     | Paese       | Nuoto    | Corsa    | Totale   |
| ---- | ------------------------ | ----------- | -------- | -------- | -------- |
|      | Ognjen Stojanovic        | Serbia      | 00:11:41 | 00:15:06 | 00:27:31 |
|      | Andrea Secchiero         | Italia      | 00:11:38 | 00:15:20 | 00:27:37 |
|      | Alexander Bryukhankov    | Russia      | 00:11:36 | 00:15:27 | 00:27:44 |
| 4    | Alexis Kardes            | Francia     | 00:11:44 | 00:15:24 | 00:27:48 |
| 5    | Mikita Katsianeu         | Bielorussia | 00:12:07 | 00:15:13 | 00:28:00 |
| 6    | James Edgar              | Irlanda     | 00:11:47 | 00:15:51 | 00:28:17 |
| 7    | Anton Kozlov             | Russia      | 00:11:43 | 00:16:07 | 00:28:29 |
| 8    | Attila Arany             | Ungheria    | 00:12:05 | 00:15:46 | 00:28:36 |
| 9    | Ivan Menshykov           | Ucraina     | 00:12:17 | 00:15:44 | 00:28:45 |
| 10   | Sergiy Kurochkin         | Ucraina     | 00:12:05 | 00:16:03 | 00:28:54 |
| 11   | Julian Demyanov          | Ucraina     | 00:12:21 | 00:16:00 | 00:29:03 |
| 12   | Viktor Mészáros          | Ungheria    | 00:12:19 | 00:16:06 | 00:29:08 |
| 13   | Vitalii Vorontsov        | Ucraina     | 00:12:43 | 00:15:43 | 00:29:10 |
| 14   | Milan Tomin              | Serbia      | 00:12:20 | 00:16:15 | 00:29:12 |
| 15   | Sergey Kostenko          | Ucraina     | 00:12:10 | 00:16:29 | 00:29:17 |
| 16   | Oleksiy Astafyev         | Ucraina     | 00:11:48 | 00:16:51 | 00:29:21 |
| 17   | Luka Grgorinic           | Croazia     | 00:11:50 | 00:16:51 | 00:29:22 |
| 18   | Olaf Jan Bosscher        | Paesi Bassi | 00:12:44 | 00:16:03 | 00:29:27 |
| 19   | Florian Schafer          | Francia     | 00:12:42 | 00:16:13 | 00:29:36 |
| 20   | Sergey Myrzin            | Russia      | 00:11:58 | 00:17:05 | 00:29:48 |
| 21   | Federico Pagotto         | Italia      | 00:12:10 | 00:17:03 | 00:29:55 |
| 22   | Matevž Planko            | Slovenia    | 00:12:18 | 00:16:58 | 00:29:56 |
| 23   | Bogdan Kovalenko         | Russia      | 00:12:00 | 00:17:16 | 00:29:58 |
| 24   | Nathan Tweedie           | Regno Unito | 00:11:33 | 00:17:46 | 00:30:06 |
| 25   | Marek Pavuk              | Slovacchia  | 00:11:54 | 00:17:30 | 00:30:09 |
| 26   | Catalin Romas            | Romania     | 00:13:02 | 00:16:31 | 00:30:15 |
| 27   | Henadzi Semashka         | Bielorussia | 00:12:03 | 00:17:31 | 00:30:22 |
| 28   | Márton Soma Kovács       | Ungheria    | 00:13:03 | 00:16:42 | 00:30:25 |
| 29   | Giani Vanden Broucke     | Belgio      | 00:13:57 | 00:15:52 | 00:30:26 |
| 30   | Tin Kaurić               | Croazia     | 00:12:23 | 00:17:21 | 00:30:30 |
| 31   | Šimon Koblížek           | Rep. Ceca   | 00:11:33 | 00:18:11 | 00:30:33 |
| 32   | Martin Bau               | Slovenia    | 00:10:47 | 00:19:09 | 00:30:40 |
| 33   | Mihai Chindris           | Romania     | 00:13:16 | 00:16:48 | 00:30:45 |
| 34   | Roel Kwaaitaal           | Paesi Bassi | 00:13:05 | 00:16:58 | 00:30:49 |
| 35   | Erick Rogoz Lörincz      | Romania     | 00:12:34 | 00:17:33 | 00:30:54 |
| 36   | Cristian Virgil Tranulea | Romania     | 00:12:34 | 00:17:51 | 00:31:07 |
| 37   | Hugo Jan Bosscher        | Paesi Bassi | 00:12:20 | 00:18:03 | 00:31:12 |
| 38   | Maksymilian Kopiczko     | Polonia     | 00:13:11 | 00:17:32 | 00:31:24 |
| 39   | Jakob Mamič              | Slovenia    | 00:13:33 | 00:17:33 | 00:31:47 |
| 40   | Domen Obreza             | Slovenia    | 00:13:17 | 00:18:12 | 00:32:06 |
| 41   | Luke Lyons               | Irlanda     | 00:13:08 | 00:18:25 | 00:32:16 |
| 42   | Jakub Bogusiewicz        | Polonia     | 00:12:44 | 00:19:17 | 00:32:48 |
| 43   | Gabriel Boca             | Romania     | 00:00:00 | 00:00:00 | 00:33:28 |
| 44   | Balazs Meszaros          | Romania     | 00:12:59 | 00:22:53 | 00:36:41 |

### Élite donne
| Pos. | Atleta                 | Paese       | Nuoto    | Corsa    | Totale   |
| ---- | ---------------------- | ----------- | -------- | -------- | -------- |
|      | Bianca Seregni         | Italia      | 00:12:09 | 00:18:17 | 00:31:12 |
|      | Antoanela Manac        | Romania     | 00:12:48 | 00:17:52 | 00:31:22 |
|      | Márta Kropkó           | Ungheria    | 00:12:18 | 00:18:30 | 00:31:30 |
| 4    | Valentyna Molchanets   | Ucraina     | 00:12:52 | 00:18:38 | 00:32:14 |
| 5    | Hannah Kitchen         | Regno Unito | 00:12:47 | 00:18:48 | 00:32:18 |
| 6    | Hanna Maksimava        | Bielorussia | 00:13:40 | 00:18:06 | 00:32:29 |
| 7    | Margaryta Krylova      | Ucraina     | 00:12:56 | 00:19:04 | 00:32:48 |
| 8    | Dominika Peszleg       | Ungheria    | 00:14:10 | 00:18:00 | 00:32:56 |
| 9    | Tamara Maksiyanova     | Russia      | 00:13:13 | 00:19:02 | 00:32:58 |
| 10   | Silke De Wolde         | Paesi Bassi | 00:13:15 | 00:19:04 | 00:33:00 |
| 11   | Martina Bugala         | Polonia     | 00:13:53 | 00:19:11 | 00:33:43 |
| 12   | Sofiya Pryyma          | Ucraina     | 00:13:36 | 00:19:32 | 00:33:53 |
| 13   | Sofiia Tkach           | Ucraina     | 00:13:32 | 00:19:40 | 00:33:57 |
| 14   | Lili Mátyus            | Ungheria    | 00:13:15 | 00:20:21 | 00:34:23 |
| 15   | Baiba Medne            | Lettonia    | 00:14:47 | 00:19:01 | 00:34:29 |
| 16   | Karyna Yevtushenko     | Ucraina     | 00:14:44 | 00:19:19 | 00:34:49 |
| 17   | Delia-Oana Dudau       | Romania     | 00:15:09 | 00:19:21 | 00:35:11 |
| 18   | Monika Dobrovolska     | Ucraina     | 00:14:00 | 00:21:29 | 00:36:19 |
| 19   | Nina Mandl             | Slovenia    | 00:14:00 | 00:21:48 | 00:36:37 |
| 20   | Andreea-Diana Iordache | Romania     | 00:14:47 | 00:21:27 | 00:36:59 |
| 21   | Alice Perjoiu          | Romania     | 00:16:14 | 00:20:11 | 00:37:12 |
| 22   | Henrietta Fangli       | Romania     | 00:14:12 | 00:23:15 | 00:38:22 |
| 23   | Kseniia Korniienko     | Ucraina     | 00:15:19 | 00:22:31 | 00:38:37 |
| 24   | Henrietta Balog        | Romania     | 00:14:16 | 00:25:03 | 00:40:08 |
| 25   | Alexia Scurtu          | Romania     | 00:16:25 | 00:23:32 | 00:40:42 |
| 26   | Dayana Budisan         | Romania     | 00:17:54 | 00:23:38 | 00:42:21 |

### Junior uomini
| Pos. | Nome                     | Paese       | Nuoto    | Corsa    | Totale   |
| ---- | ------------------------ | ----------- | -------- | -------- | -------- |
|      | Vitalii Vorontsov        | Ucraina     | 00:12:43 | 00:15:43 | 00:29:10 |
|      | Olaf Jan Bosscher        | Paesi Bassi | 00:12:44 | 00:16:03 | 00:29:27 |
|      | Catalin Romas            | Romania     | 00:13:02 | 00:16:31 | 00:30:15 |
| 4    | Márton Soma Kovács       | Ungheria    | 00:13:03 | 00:16:42 | 00:30:25 |
| 5    | Giani Vanden Broucke     | Belgio      | 00:13:57 | 00:15:52 | 00:30:26 |
| 6    | Erick Rogoz Lörincz      | Romania     | 00:12:34 | 00:17:33 | 00:30:54 |
| 7    | Cristian Virgil Tranulea | Romania     | 00:12:34 | 00:17:51 | 00:31:07 |
| 8    | Hugo Jan Bosscher        | Paesi Bassi | 00:12:20 | 00:18:03 | 00:31:12 |
| 9    | Maksymilian Kopiczko     | Polonia     | 00:13:11 | 00:17:32 | 00:31:24 |
| 10   | Jakob Mamič              | Slovenia    | 00:13:33 | 00:17:33 | 00:31:47 |
| 11   | Jakub Bogusiewicz        | Polonia     | 00:12:44 | 00:19:17 | 00:32:48 |
| 12   | Gabriel Boca             | Romania     | 00:00:00 | 00:00:00 | 00:33:28 |
| 13   | Balazs Meszaros          | Romania     | 00:12:59 | 00:22:53 | 00:36:41 |

### Junior donne
| Pos. | Atleta                 | Paese       | Nuoto    | Corsa    | Totale   |
| ---- | ---------------------- | ----------- | -------- | -------- | -------- |
|      | Bianca Seregni         | Italia      | 00:12:09 | 00:18:17 | 00:31:12 |
|      | Márta Kropkó           | Ungheria    | 00:12:18 | 00:18:30 | 00:31:30 |
|      | Dominika Peszleg       | Ungheria    | 00:14:10 | 00:18:00 | 00:32:56 |
| 4    | Silke De Wolde         | Paesi Bassi | 00:13:15 | 00:19:04 | 00:33:00 |
| 5    | Martina Bugala         | Polonia     | 00:13:53 | 00:19:11 | 00:33:43 |
| 6    | Sofiia Tkach           | Ucraina     | 00:13:32 | 00:19:40 | 00:33:57 |
| 7    | Delia-Oana Dudau       | Romania     | 00:15:09 | 00:19:21 | 00:35:11 |
| 8    | Monika Dobrovolska     | Ucraina     | 00:14:00 | 00:21:29 | 00:36:19 |
| 9    | Andreea-Diana Iordache | Romania     | 00:14:47 | 00:21:27 | 00:36:59 |
| 10   | Alice Perjoiu          | Romania     | 00:16:14 | 00:20:11 | 00:37:12 |
| 11   | Henrietta Fangli       | Romania     | 00:14:12 | 00:23:15 | 00:38:22 |
| 12   | Kseniia Korniienko     | Ucraina     | 00:15:19 | 00:22:31 | 00:38:37 |
| 13   | Henrietta Balog        | Romania     | 00:14:16 | 00:25:03 | 00:40:08 |
| 14   | Alexia Scurtu          | Romania     | 00:16:25 | 00:23:32 | 00:40:42 |
| 15   | Dayana Budisan         | Romania     | 00:17:54 | 00:23:38 | 00:42:21 |

### Under 23 uomini
| Pos. | Atleta           | Paese       | Nuoto    | Corsa    | Totale   |
| ---- | ---------------- | ----------- | -------- | -------- | -------- |
|      | Alexis Kardes    | Francia     | 00:11:44 | 00:15:24 | 00:27:48 |
|      | Mikita Katsianeu | Bielorussia | 00:12:07 | 00:15:13 | 00:28:00 |
|      | James Edgar      | Irlanda     | 00:11:47 | 00:15:51 | 00:28:17 |
| 4    | Attila Arany     | Ungheria    | 00:12:05 | 00:15:46 | 00:28:36 |
| 5    | Viktor Mészáros  | Ungheria    | 00:12:19 | 00:16:06 | 00:29:08 |
| 6    | Milan Tomin      | Serbia      | 00:12:20 | 00:16:15 | 00:29:12 |
| 7    | Sergey Kostenko  | Ucraina     | 00:12:10 | 00:16:29 | 00:29:17 |
| 8    | Oleksiy Astafyev | Ucraina     | 00:11:48 | 00:16:51 | 00:29:21 |
| 9    | Luka Grgorinic   | Croazia     | 00:11:50 | 00:16:51 | 00:29:22 |
| 10   | Sergey Myrzin    | Russia      | 00:11:58 | 00:17:05 | 00:29:48 |
| 11   | Federico Pagotto | Italia      | 00:12:10 | 00:17:03 | 00:29:55 |
| 12   | Matevž Planko    | Slovenia    | 00:12:18 | 00:16:58 | 00:29:56 |
| 13   | Bogdan Kovalenko | Russia      | 00:12:00 | 00:17:16 | 00:29:58 |
| 14   | Nathan Tweedie   | Regno Unito | 00:11:33 | 00:17:46 | 00:30:06 |
| 15   | Marek Pavuk      | Slovacchia  | 00:11:54 | 00:17:30 | 00:30:09 |
| 16   | Tin Kaurić       | Croazia     | 00:12:23 | 00:17:21 | 00:30:30 |
| 17   | Šimon Koblížek   | Rep. Ceca   | 00:11:33 | 00:18:11 | 00:30:33 |
| 18   | Mihai Chindris   | Romania     | 00:13:16 | 00:16:48 | 00:30:45 |
| 19   | Roel Kwaaitaal   | Paesi Bassi | 00:13:05 | 00:16:58 | 00:30:49 |
| 20   | Domen Obreza     | Slovenia    | 00:13:17 | 00:18:12 | 00:32:06 |
| 21   | Luke Lyons       | Irlanda     | 00:13:08 | 00:18:25 | 00:32:16 |

### Under 23 donne
| Pos. | Atleta               | Paese    | Nuoto    | Corsa    | Totale   |
| ---- | -------------------- | -------- | -------- | -------- | -------- |
|      | Valentyna Molchanets | Ucraina  | 00:12:52 | 00:18:38 | 00:32:14 |
|      | Tamara Maksiyanova   | Russia   | 00:13:13 | 00:19:02 | 00:32:58 |
|      | Sofiya Pryyma        | Ucraina  | 00:13:36 | 00:19:32 | 00:33:53 |
| 4    | Lili Mátyus          | Ungheria | 00:13:15 | 00:20:21 | 00:34:23 |
| 5    | Karyna Yevtushenko   | Ucraina  | 00:14:44 | 00:19:19 | 00:34:49 |